# Drassodes andorranus
Drassodes andorranus es una especie de araña araneomorfa del género Drassodes, familia Gnaphosidae. La especie fue descrita científicamente por Denis en 1938.
Las patas de la hembra son amarillentas y la longitud de su cuerpo es de 9-10 milímetros. La especie se distribuye por Andorra.